# Karl-Heinz Artmann
Karl-Heinz Artmann (* 9. Januar 1945; † 16. August 2022) war ein deutscher Fußballspieler. Der Offensivspieler hat bei Borussia Dortmund (1969/70) und Rot-Weiß Oberhausen (1972/73) in der Fußball-Bundesliga 21 Ligaspiele (3 Tore) und beim Linzer ASK in der österreichischen Bundesliga 45 Ligaspiele mit neun Toren absolviert.

## Karriere
Bis 1969 spielte der Stürmer Artmann im Kaufbeurer Stadtteilklub BSK Neugablonz im bayerischen Amateurfußball in der Landesliga Süd. Nach dem nur knapp abgewendeten Abstieg in der Saison 1968/69 aus der Bundesliga, betrieb Borussia Dortmund vor der Saison 1969/70 großen Aufwand bei der Zusammensetzung des neuen Ligakaders. Die Schwarz-Gelben verpflichteten mit Jürgen Rynio (Torhüter), Branko Rašović, Jürgen Schütz, Ferdinand Heidkamp und Alfred Kohlhäufl fünf bewährte Ligaspieler und dazu noch aus dem Amateurbereich die Talente Karl-Heinz Artmann, Theo Bücker, Theodor Rieländer und Jürgen Boduszek. Trainer Hermann Lindemann hatte in erster Linie den Abgang von Torjäger Lothar Emmerich zu ersetzen und stand nach Ablauf der Hinrunde mit seiner Mannschaft mit 19:15 Punkten auf dem 6. Rang. Die renommierten Neuzugänge hatten tatsächlich die Erwartungen erfüllt, da kam es nicht auf die schnelle Leistungsentwicklung der vorherigen Amateure an. Im Angriff sorgten Werner Weist (20 Tore), Jürgen Schütz (8 Tore) und Willi Neuberger (7 Tore) an der Seite des unermüdlichen Vorbereiters Sigfried Held für die nötigen Tore und Rynio, Rasovic, Heidkamp und Kohlhäufl stabilisierten die Abwehr. Artmann debütierte am 28. März 1970 bei einem 3:1-Heimerfolg gegen den MSV Duisburg auf Rechtsaußen in der Bundesliga. Er bildete dabei mit Weist und Held den BVB-Angriff. In der Bundesliga Chronik wird dazu festgehalten: „Karl-Heinz Artmann zeigte in seinem ersten Einsatz für die Borussia beeindruckende Qualitäten. Eigentlich war er es ganz allein, der die feste Duisburger Deckung im ersten Durchgang überhaupt mal ins Wanken brachte, als er gleich zweimal den guten Heidemann, immerhin Nationalverteidiger, vernaschte und einmal dabei gar den Pfosten traf.“ Es folgten noch zwei Einwechslungen gegen Aachen (3:1) und gegen den VfB Stuttgart (0:0) und danach war die Zeit von Artmann in Dortmund abgelaufen.
Zur Saison 1970/71 ging er zum LASK Linz nach Österreich. Mit LASK erreichte er in seinem ersten Jahr den 5. Rang und hatte an der Seite von Mitspielern wie Johann Kondert, Kurt Leitner und Gerhard Sturmberger in 21 Ligaspielen vier Tore erzielt. In seinem zweiten Jahr in Linz ging es in der Tabelle nach unten, der LASK belegte nur den 12. Rang und Artmann war an der Seite seines Landmannes Jürgen Martin in 24 Ligaeinsätzen zu fünf Torerfolgen gekommen. Zur Saison 1972/73 wurde er vom Bundesligisten Rot-Weiß Oberhausen unter Vertrag genommen und kehrte damit wieder in den deutschen Spitzenfußball zurück. Am 28. Oktober 1972 debütierte er bei RWO bei einem Auswärtsspiel bei Borussia Mönchengladbach (1:4) in der Bundesliga. Die Elf vom Niederrheinstadion kämpfte permanent um den Abstieg und verschliss drei Trainer in dieser Runde: Günter Brocker war bis zum 1. November 1972 im Amt und wurde von Friedhelm Kobluhn ersetzt, bis ab dem 1. Januar mit Heinz Murach wieder ein Cheftrainer die Runde zu Ende führte. Mit einem 2:1-Heimerfolg verabschiedete sich RWO am 9. Juni 1973 gegen Kickers Offenbach als 18. aus der Bundesliga. Artmann war in 18 Ligaspielen aufgelaufen und hatte an der Seite von Ditmar Jakobs, Willi Mumme, Hans Schumacher und Dieter Heinrichs drei Tore erzielt.
Nach dem Bundesligaabstieg kam er für RWO in der Saison 1973/74 noch auf zehn Spiele in der Regionalliga West und gehörte damit der Vizemeistermannschaft der „Kleeblatt-Elf“ an. In der Bundesligaaufstiegsrunde absolvierte er gegen den FC St. Pauli, Tennis Borussia Berlin, Borussia Neunkirchen und den FC Augsburg sechs Spiele und erzielte ein Tor.